# 廣瀬なおみ
廣瀬 なおみ（ひろせ なおみ、1984年3月28日 - ）は、東京都出身でフリーアナウンサー、テレビレポーター。成蹊大学経済学部経済学科卒。身長153cm。

## 略歴
大学在学中はサッカーサークル（マネージャー）や駅伝部に所属し、学外ではフジテレビアナウンススクールと早稲田セミナーアナウンス講座を修了。また、日本テレビ系『恋のから騒ぎ』出演や、大学生向けの情報サイト「キャンパスパーク」が選ぶ「ミスキャンパスパーク」の活動なども行った。
2006年1月、テレビ神奈川（tvk）放映のJリーグ・川崎フロンターレ応援番組『ファイト!川崎フロンターレ』の3代目レポーターとなった。同年3月に成蹊大学を卒業。
2008年1月4日の放送で、2年間勤めたレポーターを卒業した。
2009年7月より、J:COM東京放映のFC東京応援番組『FC東京ビバパラダイス』のレポーター担当となった。
このほか、テレビ埼玉やとちぎテレビの情報番組で司会やレポーターを担当している。

## 活動内容
『ファイト!川崎フロンターレ』ではサッカー・Jリーグ1部（J1）の川崎フロンターレの取材を行っていた。チーム練習場やイベント会場、またホームスタジアムの等々力陸上競技場やアウェーの日本各地のスタジアムで行われる試合などでレポートを行っていた。
なお、廣瀬の「廣」は旧字体であるため、新聞表記などでは常用漢字の「広」を使い「広瀬なおみ」と表記される事もある。